# Telfairia
Telfairia là một chi thực vật có hoa trong họ Cucurbitaceae.

## Hình ảnh

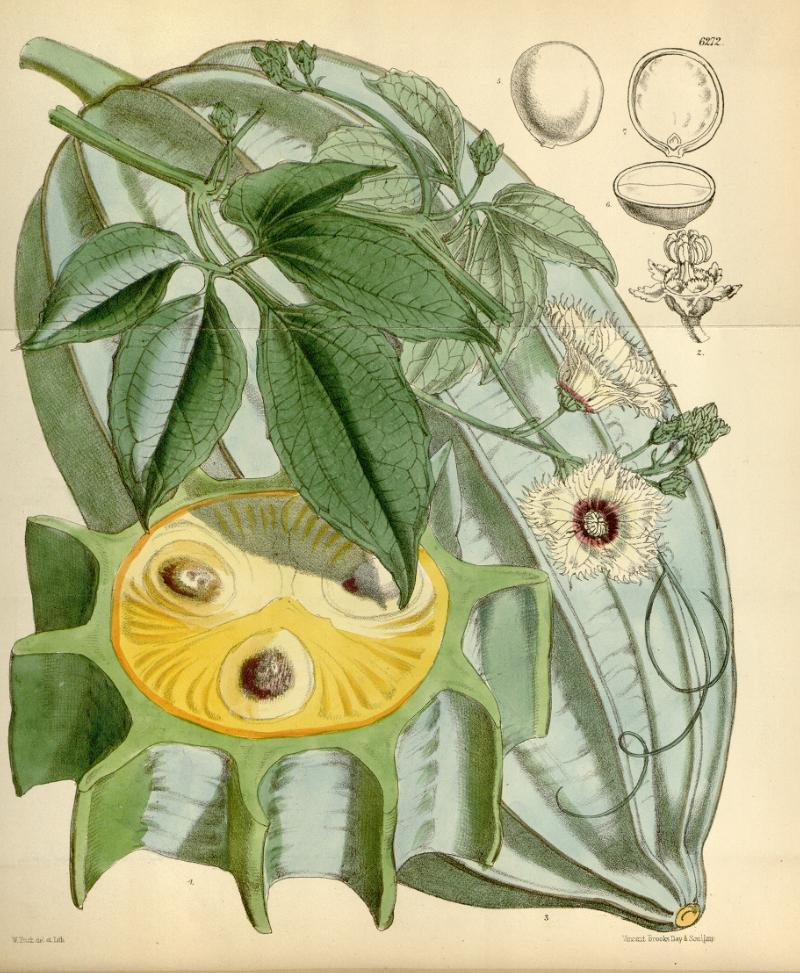

## Loài
Chi Telfairia gồm các loài: